# Tour de Georgia

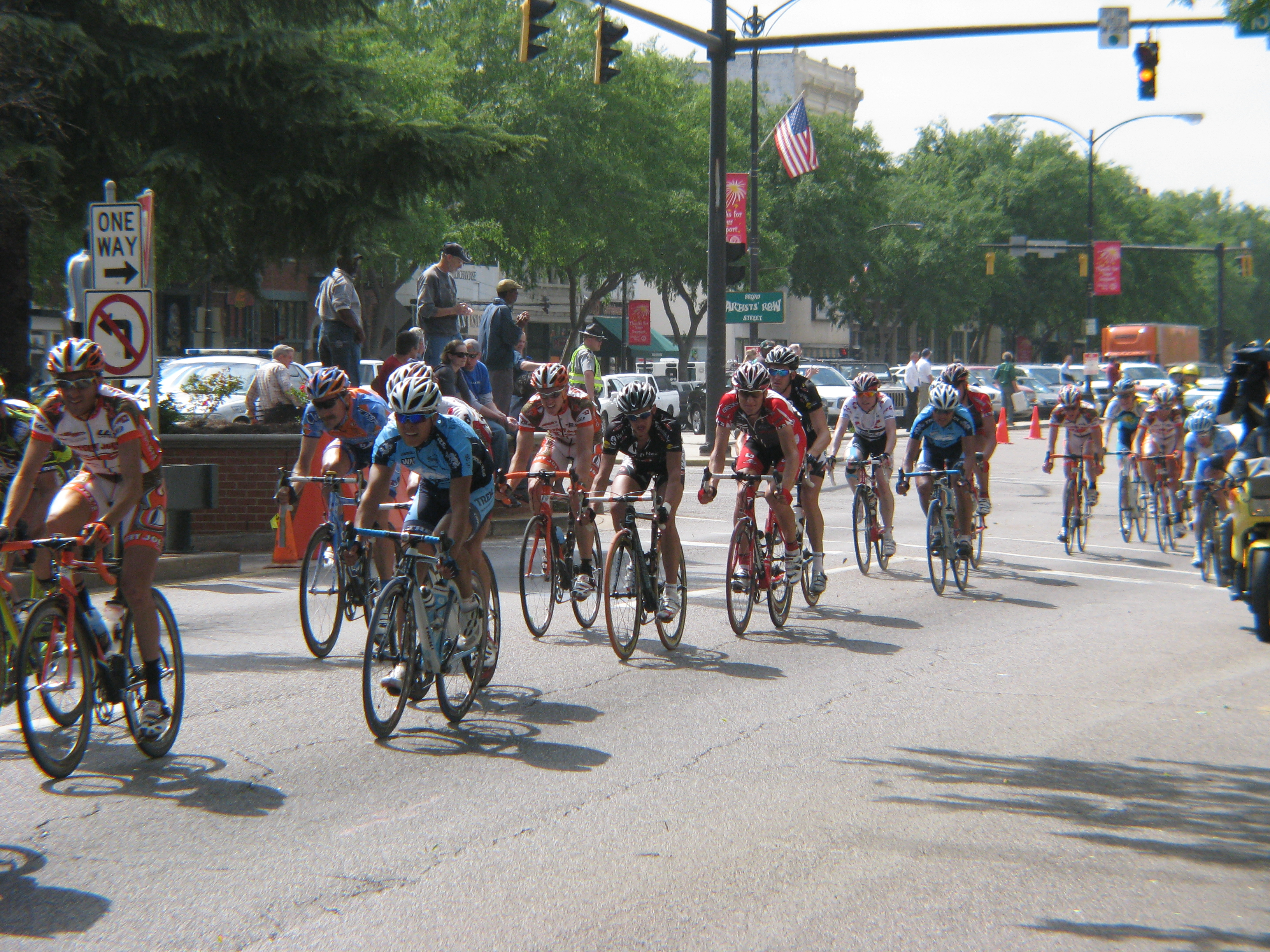
Il gruppo dell'edizione 2008 ad Augusta

Il Tour de Georgia (it. Giro della Georgia) è stato una corsa a tappe maschile di ciclismo su strada che si disputava nello stato della Georgia, negli Stati Uniti, ogni anno ad aprile. Era inserito nel calendario dell'UCI America Tour classe 2.HC.

## Albo d'oro
Aggiornato all'edizione 2008.
| Anno | Vincitore         | Secondo               | Terzo            |
| ---- | ----------------- | --------------------- | ---------------- |
| 2003 | Chris Horner      | Fred Rodriguez        | Nathan O'Neill   |
| 2004 | Lance Armstrong   | Jens Voigt            | Chris Horner     |
| 2005 | Tom Danielson     | Levi Leipheimer       | Floyd Landis     |
| 2006 | Floyd Landis      | Tom Danielson         | Jaroslav Popovyč |
| 2007 | Janez Brajkovič   | Christian Vande Velde | David Cañada     |
| 2008 | Kanstancin Siŭcoŭ | Trent Lowe            | Levi Leipheimer  |

### Altre classifiche
| Anno | Punti           | Scalatori         | Giovani             | Premio della combattività |
| ---- | --------------- | ----------------- | ------------------- | ------------------------- |
| 2003 | Fred Rodriguez  | Chris Horner      | Saul Raisin         |                           |
| 2004 | Gordon Fraser   | Jason McCartney   | Kevin Bouchard-Hall |                           |
| 2005 | Greg Henderson  | José Luis Rubiera | Trent Lowe          | Andrea Tafi               |
| 2006 | Fred Rodriguez  | Jason McCartney   | Janez Brajkovič     | Will Frischkorn           |
| 2007 | Juan José Haedo | Ryder Hesjedal    | Janez Brajkovič     | César Grajales            |
| 2008 | Greg Henderson  | Jason McCartney   | Trent Lowe          | Rory Sutherland           |